# Neva Towers
Les NEVA TOWERS sont deux gratte-ciel situés à Moscou en Russie. Elles s'élèvent à 345 et 297 mètres. Leur achèvement a eu lieu en 2020 .
Elles comptent parmi les plus hauts gratte-ciel d'Europe.
Les architectes sont les agences américaines HOK, FXFOWLE et l'agence russe SPEECH architectural office